# 魯爾 (阿肯色州)
魯爾（英語：Rule）是位於美國阿肯色州卡羅爾縣的一個非建制地區。該地的面積和人口皆未知。

## 地理
魯爾的座標為36°16′40″N 93°27′36″W / 36.27778°N 93.46000°W，而該地的平均海拔高度為441米（即1447英尺）。